# Oleksij Syč
Oleksij Mykolajovyč Syč (in ucraino Олексій Миколайович Сич?; Zorja, 1º aprile 2001) è un calciatore ucraino, difensore del Karpaty.

## Carriera

### Club
Cresciuto nel settore giovanile del Karpaty, ha esordito in prima squadra il 14 marzo 2020 in occasione del derby cittadino pareggiato 1-1 contro il L'viv in Prem"jer-liha. Al termine della stagione è stato acquistato dal Ruch L'viv, che lo ha girato in prestito al Karpaty Halyč, in Druha Liha, la terza divisione ucraina. Tuttavia, il prestito è stato interrotto dopo soli due mesi e nel gennaio del 2021 è rientrato al Ruch. Il 6 settembre 2022, dopo aver disputato 3 partite in campionato, è stato ceduto in prestito annuale con diritto di riscatto al Kortrijk in Belgio.

### Nazionale
Dal 2021 al 2023 ha giocato 22 partite con la nazionale ucraina Under-21.
Il 19 novembre 2024 ha esordito in nazionale maggiore nella vittoria esterna per 2-1 contro l'Albania, diventando il primo giocatore nella storia del Ruch L'viv a rappresentare la nazionale ucraina.

## Statistiche

### Presenze e reti nei club
Statistiche aggiornate al 21 novembre 2022.
| Stagione          | Squadra           | Campionato        | Campionato | Campionato | Coppe nazionali | Coppe nazionali | Coppe nazionali | Coppe continentali | Coppe continentali | Coppe continentali | Altre coppe | Altre coppe | Altre coppe | Totale | Totale |
| Stagione          | Squadra           | Comp              | Pres       | Reti       | Comp            | Pres            | Reti            | Comp               | Pres               | Reti               | Comp        | Pres        | Reti        | Pres   | Reti   |
| ----------------- | ----------------- | ----------------- | ---------- | ---------- | --------------- | --------------- | --------------- | ------------------ | ------------------ | ------------------ | ----------- | ----------- | ----------- | ------ | ------ |
| 2019-2020         | Karpaty           | PL                | 0+2        | 0          | CU              | -               | -               |                    | -                  | -                  |             | -           | -           | 2      | 0      |
| ott.-dic. 2020    | Karpaty Halyč     | 2L                | 6          | 0          | CU              | -               | -               |                    | -                  | -                  |             | -           | -           | 6      | 0      |
| gen.-giu. 2021    | Ruch L'viv        | PL                | 2          | 0          | CU              | -               | -               |                    | -                  | -                  |             | -           | -           | 2      | 0      |
| 2021-2022         | Ruch L'viv        | PL                | 12         | 0          | CU              | 1               | 0               |                    | -                  | -                  |             | -           | -           | 13     | 0      |
| ago.-set. 2022    | Ruch L'viv        | PL                | 3          | 0          |                 | -               | -               |                    | -                  | -                  |             | -           | -           | 3      | 0      |
| Totale Ruch L'viv | Totale Ruch L'viv | Totale Ruch L'viv | 17         | 0          |                 | 1               | 0               |                    | -                  | -                  |             | -           | -           | 18     | 0      |
| set. 2022-2023    | Kortrijk          | D1                | 9          | 0          | CB              | 1               | 0               |                    | -                  | -                  |             | -           | -           | 10     | 0      |
| Totale carriera   | Totale carriera   | Totale carriera   | 34         | 0          |                 | 2               | 0               |                    | -                  | -                  |             | -           | -           | 36     | 0      |

### Cronologia presenze e reti in nazionale
| Cronologia completa delle presenze e delle reti in nazionale ― Ucraina | Cronologia completa delle presenze e delle reti in nazionale ― Ucraina | Cronologia completa delle presenze e delle reti in nazionale ― Ucraina | Cronologia completa delle presenze e delle reti in nazionale ― Ucraina | Cronologia completa delle presenze e delle reti in nazionale ― Ucraina | Cronologia completa delle presenze e delle reti in nazionale ― Ucraina | Cronologia completa delle presenze e delle reti in nazionale ― Ucraina | Cronologia completa delle presenze e delle reti in nazionale ― Ucraina |
| Data                                                                   | Città                                                                  | In casa                                                                | Risultato                                                              | Ospiti                                                                 | Competizione                                                           | Reti                                                                   | Note                                                                   |
| ---------------------------------------------------------------------- | ---------------------------------------------------------------------- | ---------------------------------------------------------------------- | ---------------------------------------------------------------------- | ---------------------------------------------------------------------- | ---------------------------------------------------------------------- | ---------------------------------------------------------------------- | ---------------------------------------------------------------------- |
| 19-11-2024                                                             | Tirana                                                                 | Albania                                                                | 1 – 2                                                                  | Ucraina                                                                | UEFA Nations League 2024-2025 - 1º turno                               | -                                                                      | 76’                                                                    |
| 20-3-2025                                                              | Murcia                                                                 | Ucraina                                                                | 3 – 1                                                                  | Belgio                                                                 | UEFA Nations League 2024-2025 - Play-off                               | -                                                                      | 25’ 62’                                                                |
| Totale                                                                 |                                                                        | Presenze                                                               | 2                                                                      |                                                                        | Reti                                                                   | 0                                                                      |                                                                        |